# Aeropuerto Internacional de Daca-Hazrat Shahjalal
El Aeropuerto Internacional Hazrat Shahjalal (en bengalí: হযরত শাহ্‌জালাল আন্তর্জাতিক বিমানবন্দর; Hôzrôt Shahjalal Antôrjatik Bimanbôndôr) (IATA: DAC, OACI: VGHS), anteriormente conocido como Aeropuerto Internacional Zia, es el aeropuerto más grande de Bangladés situado en Kurmitola, 11 millas al norte de Daca, Bangladés. Las operaciones comenzaron en el año 1981, sustituyendo al antiguo Aeropuerto de Tejgaon. Fue renombrado en 1983 con el nombre del antiguo presidente de Bangladés, Ziaur Rahman, y nuevamente en 2010 en honor a Shah Jalal, un reconocido sufí. Se trata de la base y aeropuerto principal de las aerolíneas Biman Bangladesh Airlines, GMG Airlines, Best Aviation y United Airways.
Ocupa una extensión de 802 hectáreas y tiene una capacidad para 8 millones de pasajeros al año. En 2012 pasaron por Shahjalal 5,6 millones de pasajeros y se transportaron 214.000 toneladas de carga.
El aeropuerto permite la conexión de muchas de las ciudades más importantes del mundo con Bangladés. La compañía Biman Bangladesh Airlines es el proveedor de servicios aeroportuarios, además de ofrecer vuelos a 19 ciudades de Europa y Asia.

## Aerolíneas y destinos

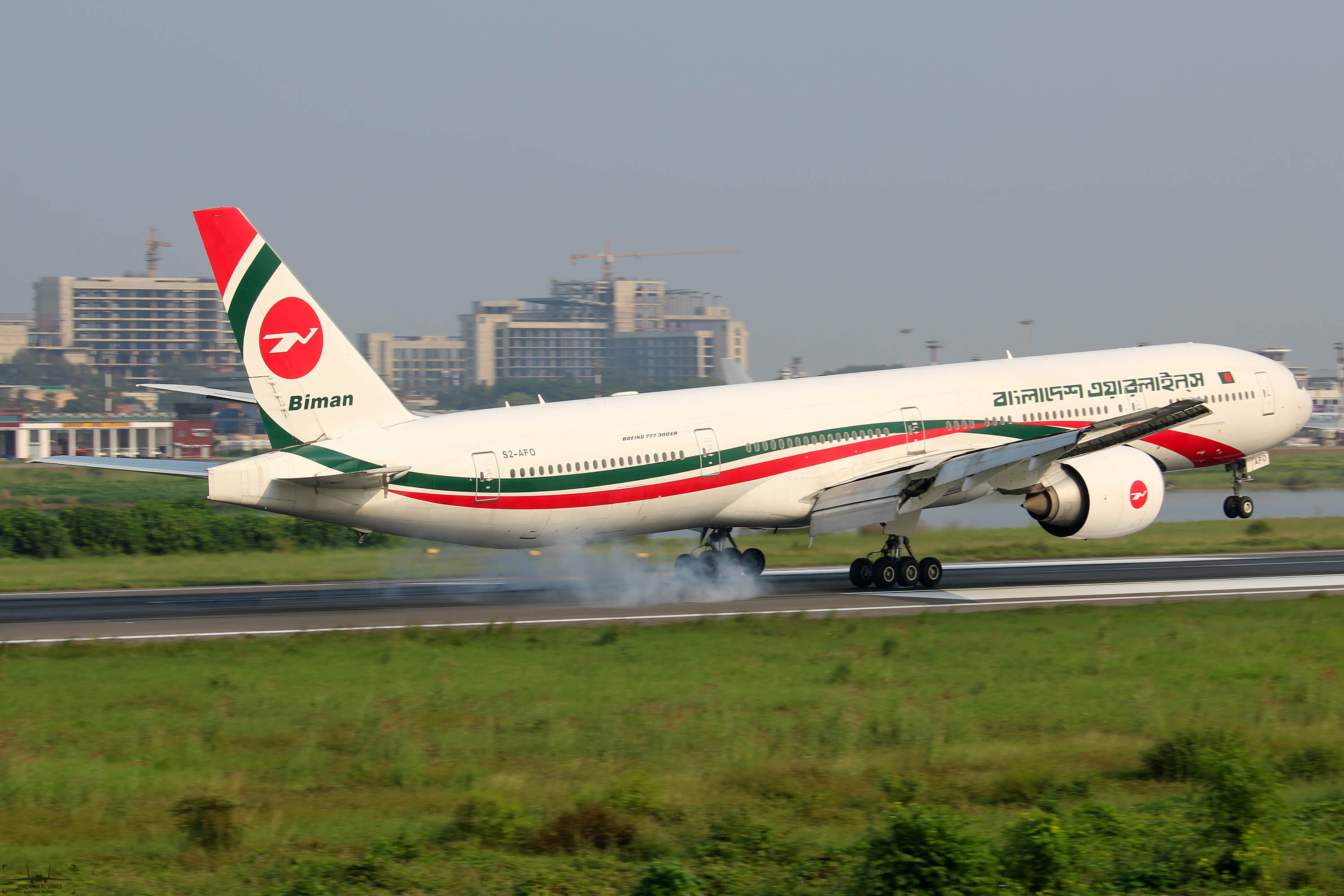
Aterrizaje de un Boeing 777-300ER de Biman Bangladesh Airlines

### Vuelos internacionales
| Ciudades por país | Nombre del aeropuerto                                | Aerolíneas                                                                                | Aeronaves    | Frecuencias semanales |              |
| Norteamérica      | Norteamérica                                         | Norteamérica                                                                              | Norteamérica | Norteamérica          | Norteamérica |
| ----------------- | ---------------------------------------------------- | ----------------------------------------------------------------------------------------- | ------------ | --------------------- | ------------ |
| Canadá            |                                                      |                                                                                           |              |                       |              |
| Toronto           | Aeropuerto Internacional Toronto Pearson             | Biman Bangladesh Airlines                                                                 |              |                       |              |
| Estados Unidos    |                                                      |                                                                                           |              |                       |              |
| Nueva York        | Aeropuerto Internacional John F. Kennedy             | Biman Bangladesh Airlines (vía ADB - inicia en 2024)                                      |              |                       |              |
| Asia              |                                                      |                                                                                           |              |                       |              |
| Arabia Saudita    |                                                      |                                                                                           |              |                       |              |
| Dammam            | Aeropuerto Internacional de Dammam-Rey Fahd          | Biman Bangladesh Airlines Saudia                                                          |              |                       |              |
| Riad              | Aeropuerto Internacional Rey Khalid                  | Biman Bangladesh Airlines Saudia                                                          |              |                       |              |
| Yida              | Aeropuerto Internacional Rey Abdulaziz               | Biman Bangladesh Airlines Saudia US-Bangla Airlines                                       |              |                       |              |
| Baréin            |                                                      |                                                                                           |              |                       |              |
| Manama            | Aeropuerto Internacional de Baréin                   | Gulf Air                                                                                  |              |                       |              |
| Bután             |                                                      |                                                                                           |              |                       |              |
| Paro              | Aeropuerto Internacional de Paro                     | Druk Air                                                                                  |              |                       |              |
| Catar             |                                                      |                                                                                           |              |                       |              |
| Doha              | Aeropuerto Internacional Hamad                       | Qatar Airways Biman Bangladesh Airlines US-Bangla Airlines                                |              |                       |              |
| China             |                                                      |                                                                                           |              |                       |              |
| Guangzhou         | Aeropuerto Internacional de Cantón-Baiyun            | China Southern Airlines US-Bangla Airlines Biman Bangladesh Airlines                      |              |                       |              |
| Kunming           | Aeropuerto Internacional de Kunming-Changshui        | China Eastern Airlines                                                                    |              |                       |              |
| Pekín             | Aeropuerto Internacional de Pekín-Daxing             | China Eastern Airlines                                                                    |              |                       |              |
| EAU               |                                                      |                                                                                           |              |                       |              |
| Abu Dabi          | Aeropuerto Internacional de Abu Dabi                 | Biman Bangladesh Airlines US-Bangla Airlines                                              |              |                       |              |
| Dubái             | Aeropuerto Internacional de Dubái                    | Biman Bangladesh Airlines Emirates US-Bangla Airlines Flydubai                            |              |                       |              |
| Sharjah           | Aeropuerto Internacional de Sharjah                  | Air Arabia Biman Bangladesh Airlines US-Bangla Airlines                                   | A32x         |                       |              |
| Hong Kong         |                                                      |                                                                                           |              |                       |              |
| Hong Kong         | Aeropuerto Internacional de Hong Kong                | Biman Bangladesh Airlines Cathay Pacific                                                  |              |                       |              |
| India             |                                                      |                                                                                           |              |                       |              |
| Bombay            | Aeropuerto Internacional Chhatrapati Shivaji         | IndiGo                                                                                    |              |                       |              |
| Calcuta           | Aeropuerto Internacional Netaji Subhash Chandra Bose | Air India Biman Bangladesh Airlines IndiGo Novoair SpiceJet US-Bangla Airlines            | A32x         |                       |              |
| Chennai           | Aeropuerto Internacional de Chennai                  | Maldivian US-Bangla Airlines Biman Bangladesh Airlines                                    |              |                       |              |
| Nueva Delhi       | Aeropuerto Internacional Indira Gandhi               | Biman Bangladesh Airlines IndiGo SpiceJet                                                 | A32x         |                       |              |
| Japón             |                                                      |                                                                                           |              |                       |              |
| Tokio             | Aeropuerto Internacional Narita                      | Biman Bangladesh Airlines                                                                 |              |                       |              |
| Kuwait            |                                                      |                                                                                           |              |                       |              |
| Ciudad de Kuwait  | Aeropuerto Internacional de Kuwait                   | Biman Bangladesh Airlines Kuwait Airways Jazeera Airways                                  |              |                       |              |
| Maldivas          |                                                      |                                                                                           |              |                       |              |
| Malé              | Aeropuerto Internacional de Malé                     | Maldivian US-Bangla Airlines                                                              |              |                       |              |
| Malasia           |                                                      |                                                                                           |              |                       |              |
| Kuala Lumpur      | Aeropuerto Internacional de Kuala Lumpur             | AirAsia Biman Bangladesh Airlines Malaysia Airlines Batik Air Malaysia US-Bangla Airlines | A3xx         |                       |              |
| Nepal             |                                                      |                                                                                           |              |                       |              |
| Katmandú          | Aeropuerto Internacional de Katmandú                 | Biman Bangladesh Airlines Himalaya Airlines                                               | A3xxceo      |                       |              |
| Omán              |                                                      |                                                                                           |              |                       |              |
| Mascate           | Aeropuerto Internacional de Seeb                     | Biman Bangladesh Airlines SalamAir Oman Air US-Bangla Airlines                            | A32x-251N*   |                       |              |
| Singapur          |                                                      |                                                                                           |              |                       |              |
| Singapur          | Aeropuerto Internacional de Singapur                 | Biman Bangladesh Airlines Singapore Airlines US-Bangla Airlines                           |              |                       |              |
| Sri Lanka         |                                                      |                                                                                           |              |                       |              |
| Colombo           | Aeropuerto Internacional Bandaranaike                | SriLankan Airlines                                                                        | A3xx         |                       |              |
| Tailandia         |                                                      |                                                                                           |              |                       |              |
| Bangkok           | Aeropuerto Internacional Don Mueang                  | Thai Lion Air                                                                             | B737         |                       |              |
| Bangkok           | Aeropuerto Internacional Suvarnabhumi                | Biman Bangladesh Airlines Thai Airways US-Bangla Airlines                                 |              |                       |              |
| Turquía           |                                                      |                                                                                           |              |                       |              |
| Esmirna           | Aeropuerto de Esmirna-Adnan Menderes                 | Biman Bangladesh Airlines (inicia en 2024)                                                |              |                       |              |
| Estambul          | Aeropuerto Internacional de Estambul                 | Biman Bangladesh Airlines Turkish Airlines                                                |              |                       |              |
| África            |                                                      |                                                                                           |              |                       |              |
| Egipto            |                                                      |                                                                                           |              |                       |              |
| El Cairo          | Aeropuerto Internacional de El Cairo                 | EgyptAir                                                                                  |              |                       |              |
| Etiopía           |                                                      |                                                                                           |              |                       |              |
| Adís Abeba        | Aeropuerto Internacional Bole                        | Ethiopian                                                                                 |              |                       |              |
| Europa            |                                                      |                                                                                           |              |                       |              |
| España            |                                                      |                                                                                           |              |                       |              |
| Madrid            | Aeropuerto Adolfo Suárez Madrid-Barajas              | Biman Bangladesh Airlines (inicio en 2025)                                                |              |                       |              |
| Italia            |                                                      |                                                                                           |              |                       |              |
| Roma              | Aeropuerto de Roma-Fiumicino                         | Biman Bangladesh Airlines                                                                 |              |                       |              |
| Reino Unido       |                                                      |                                                                                           |              |                       |              |
| Londres           | Aeropuerto de Londres-Heathrow                       | Biman Bangladesh Airlines                                                                 |              |                       |              |
| Mánchester        | Aeropuerto de Mánchester                             | Biman Bangladesh Airlines                                                                 |              |                       |              |

## Estadísticas
Ver fuente y consulta Wikidata.

## Accidentes
- El 5 de agosto de 1984 un vuelo de Biman Bangladesh Airlines procedente de Chittagong se estrelló en los pantanos aledaños al aeropuerto Shahjalal.[7] Los 45 pasajeros y los 4 miembros de la tripulación del Fokker F27 murieron, convirtiéndolo en el peor accidente aéreo de Bangladés. El vuelo estaba pilotado por Kaniz Fatema Roksana, La primera mujer piloto de avión comercial del país.